# بن بوستروم
بن بوستروم (بالإنجليزية: Ben Bostrom)‏ مواليد 7 مايو 1974 في ردينغ، كاليفورنيا، هو متسابق دراجات نارية أمريكي. نافس في سباقات بطولة العالم للسوبربايك. في 2003 فاز ببطولة أيه إم أيه سوبرموتو.

## وصلات خارجية
- بن بوستروم على موقع MotoGP.com (الإنجليزية)
- بن بوستروم على موقع WorldSBK.com (الإنجليزية)

- الموقع الرسمي نسخة محفوظة 3 فبراير 2007 على موقع واي باك مشين.